# مارگو مارتیندال
مارگو مارتیندال (انگلیسی: Margo Martindale؛ زادهٔ ۱۸ ژوئیهٔ ۱۹۵۱) بازیگر اهل ایالات متحده آمریکا است. وی از سال ۱۹۸۷ میلادی تاکنون مشغول فعالیت بوده‌است.
از فیلم‌ها یا برنامه‌های تلویزیونی که وی در آن نقش داشته‌است می‌توان به جادوی عملی، محبوب میلیون دلاری، یتیم، اتاق ماروین، راه رفتن مرد مرده، روغن لورنزو، اوسیج کانتی، رئیس، همه چیز درباره عشق است، کشمکش خوب، مراقبت‌های ویژه، ویلسون، فصل برنده، ریل‌ها و پیوندها، سوزان تنبل، پروژه لارامی و خانواده فوری اشاره کرد.